# Calimero
Calimero (カリメロ Karimero), izvorno talijansko-japanski strip junak i junak crtića, koji je u Hrvatskoj ostao poznat po frazi "To je nepravda!" Autori su mu bili braća Pagot, Nino Pagot, Toni Pagot i Ignazio Colnaghi.
Calimero, kao i Pčelica Maja zapravo su dio otaku subkulture, koju karakterizira ljubav prema anime likovima.

## Vanjske poveznice
- http://calimero.wikia.com/wiki/Calimero_(character)